# Johanna van Pfirt
Johanna van Pfirt (Bazel, circa 1300 - Wenen, 15 november 1351) was van 1330 tot aan haar dood hertogin-gemalin van Oostenrijk.

## Levensloop
Johanna was de oudste dochter van graaf Ulrich III van Pfirt en diens echtgenote Johanna van Bourgondië, dochter van graaf van Montbéliard Reinoud van Bourgondië. Na het overlijden van Reginald van Bourgondië in 1322 erfde haar moeder diens bezittingen. Omdat de ouders van Johanna enkel dochters hadden, verkocht haar moeder na het overlijden van haar vader in 1324 haar domeinen aan hertog Albrecht II van Oostenrijk. Johanna zelf erfde het graafschap Pfirt.
Als gravin van Pfirt was Johanna een aantrekkelijke partij. Daarom werd ze door hertog Leopold I van Oostenrijk uitgehuwelijkt aan diens broer Albrecht II, waardoor hij haar bezittingen kon overnemen. Op 26 maart 1324 werd het huwelijk voltrokken in Wenen.
Aanvankelijk verliep het huwelijk tussen Johanna en Albrecht slecht. Vele jaren na het huwelijk hadden de twee nog steeds geen kinderen. Johanna was intussen niet zo jong meer en dus tikte voor het echtpaar wat dit betreft de klok. In het begin van hun huwelijk werden er wel vijf kinderen geboren, maar die stierven allemaal zeer vroeg. Bovendien was Albrecht door een ongeluk verlamd geworden aan zijn benen, waardoor het ernaar uitzag dat er geen kinderen meer zouden geboren worden. In 1339 baarde Johanna, die toen 39 jaar was, uiteindelijk een zoon en de volgende jaren werden er meer kinderen geboren die hun jeugd zouden overleven. Dat waren er in totaal zes:
- Rudolf IV (1339-1365), hertog van Oostenrijk
- Catharina (1342-1381), abdis in het Sint-Claraklooster van Wenen
- Margaretha (1346-1366), huwde in 1359 met graaf Meinhard III van Tirol en in 1364 met markgraaf Jan Hendrik van Moravië
- Frederik III (1347-1362)
- Albrecht III (1349-1395), hertog van Oostenrijk
- Leopold III (1351-1386), hertog van Oostenrijk

Johanna werd door tijdgenoten beschouwd als een wijze en verstandige vrouw. Ook had ze politiek talent en was ze intelligent. In 1336 zorgde ze voor de vrede tussen het huis Habsburg en het huis Luxemburg. Aangezien Johanna als erfgename heel wat landerijen erfde, kregen Albrecht en het huis Habsburg meer en meer bezittingen. Door de grote gebiedswinst begon het huis Habsburg stilaan een van de machtigste dynastieën in Europa te worden en nadat Albrecht het hertogdom Karinthië en het hertogdom Krain had gekocht, hadden de Habsburgers zelfs geen bondgenoten meer nodig.
Johanna kreeg vrij laat kinderen. Bij de geboorte van haar jongste zoon Leopold was Johanna al 51 jaar oud en kort daarna stierf ze. Johanna werd begraven in de Kartuizersabdij van Gaming.